# Mercedes Cabanillas
Mercedes Cabanillas Bustamante, née le 22 mai 1947 à Callao, est une éducatrice et femme politique péruvienne.
Membre éminent du Parti Aprista péruvien, elle a été la ministre de l'Éducation dans la première présidence d'Alan García, faisant d'elle la première femme à assumer un poste ministériel dans l'histoire du Pérou.  Plus récemment, elle a brièvement occupé le poste de ministre de l'Intérieur dans la deuxième administration d'Alan García, un poste soumis à examen car elle a été signalée comme responsable de la répression des autochtones lors de la crise amazonienne de 2009, à Bagua, qui l'a forcée à démissionner et a effectivement mis fin sa carrière politique. 
Pendant la majeure partie de sa carrière politique, Cabanillas a été membre du Congrès dans une variété de mandats non consécutifs entre 1985 et 2011. En 1995, elle est devenue la première femme à être choisie comme candidate à la présidence d'un grand parti avec le Parti Aprista péruvien, se classant troisième aux élections générales . Elle allait être élue deuxième femme à être présidente du Congrès en 2006. 
Cabanillas a pris sa retraite de la politique après l'échec d'une candidature à la réélection du Congrès aux élections générales de 2011.  

## Biographie

### Jeunesse et formation
Ses parents étaient Armando Cabanillas Olaechea et Emma Bustamante, tous les deux membres du Parti Aprista péruvien . Elle est entrée dans le Parti en 1961, exerçant diverses fonctions telles que membre du commandement national de la jeunesse Juventud Aprista Peruana, secrétaire nationale aux affaires féminines, et en 1982, le comité d'action politique des femmes.
Elle s'est spécialisée en éducation et en sciences humaines à l'Université nationale Federico Villarreal, dont elle a obtenu la licence. Elle poursuivrait une maîtrise et un doctorat. en administration de l'éducation de l'Université Inca Garcilaso de la Vega.
En 1972, il rejoint l'Université nationale Hermilio Valdizán en tant que professeur. Elle a été aussi professeur à l'Université nationale Federico Villarreal, dont elle était également chef du département des diplômes et titres. Il a également enseigné à l'Université Inca Garcilaso de la Vega et à l'École supérieure de journalisme Jaime Bausate y Mesa (aujourd'hui l'Université Jaime Bausate y Meza).

## Carrière

### Députée de la République
Elle a été élue au Congrès en tant que membre de la Chambre des députés pour le mandat 1985-1990, à la suite des élections générales de 1985. Dans cette période, elle occupe la fonction de :
- président de la commission de la Famille (1985-1986) ;
- président de la commission Éducation, Culture et Sports (1986-1987).

### Première présidence d'Alan García (1985-1990)
Elle est entrée au gouvernement lorsque le président Alan García a nommé son ministre de l'Éducation en 1987, après la démission du cabinet dirigé par le Premier ministre Luis Alva Castro . À la barre, elle a promis de répondre aux demandes du syndicat des enseignants, SUTEP. Elle a commencé par une augmentation de 35% pour les enseignants publics. Elle a visité des écoles à Lima et dans les provinces.
En 1988, le Comité électoral du Parti l'a élue candidate à la mairie de Lima . Elle a démissionné de ses fonctions en août 1988 pour se présenter à la mairie, se classant quatrième.

### Candidat au Sénat et à la présidence
Après s'être classée quatrième dans la course à la mairie, elle s'est présentée pour un siège au Sénat, remportant le plus grand nombre de voix (328 714), élue ainsi sénateur pour le mandat 1990-1995. Ses fonctions ont été supprimées lorsque le président Alberto Fujimori a dissous le Congrès avec son coup d'État en 1992.
En 1995, Cabanillas s'est présenté à la présidence en tant que candidat du Parti Apriste péruvien, n'a obtenu que 4,11% du voix. Ses compagnons de course étaient l'ancien sénateur Jorge Lozada Stanbury et Alejandro Santa María Silva.

### Retour au Congrès (2000) et deuxième présidence d'Alan García (2006-2011)
En 2000, elle a été élue au Congrès sous le Parti Aprista péruvien . Elle a été réélue en 2001 et 2006. Lorsque Alan García a été élu président pour le mandat 2006-2011, le Congrès a nommé son président du Congrès pour le mandat annuel 2006-2007. 
Le 19 février 2009, le président Alan García a nommé son ministre de l'Intérieur. Elle était responsable des forces de police qui ont été envoyées dans la région amazonienne de Bagua pour réprimer les milliers d'Amérindiens qui s'opposent à l'octroi de concessions aux compagnies minières dans la forêt tropicale. À la suite de l'intervention violente de la police et des forces militaires lourdement armées, plus de 50 autochtones ont été tués et près de 200 blessés. En tant que ministre de l'Intérieur, elle a donné l'ordre d'attaquer les indigènes. Elle a démissionné aux côtés du Premier ministre Yehude Simon le 11 juillet.
Elle a siégé au Congrès jusqu'à l'expiration de son mandat en 2011, car elle n'a pas pu remporté une quatrième élection consécutive, recevant une minorité de voix, ce qui l'a incitée à se retirer de la politique. Elle reste une dirigeante très influente du parti aprista péruvien, siégeant en tant que présidente du tribunal électoral du parti depuis 2017. Elle a été réélue au même poste en 2019.